# Mariene ecoregio Three Kings-North Cape
De Mariene ecoregio Three Kings-North Cape (197) (Engels: Three Kings–North Cape marine ecoregion) is een biogeografische regio en ligt in het zuidwesten van de Grote Oceaan in de Mariene provincie Noordelijk Nieuw-Zeeland (53) in het Marien rijk Gematigd Australazië. De mariene ecoregio is vastgesteld door het World Wide Fund for Nature en The Nature Conservancy en is vernoemd naar de kaap North Cape van Nieuw-Zeeland.
In het oosten grenst het gebied aan de mariene ecoregio Noordoostelijk Nieuw-Zeeland (196), in het zuiden aan de mariene ecoregio Centraal Nieuw-Zeeland (199) en in het noordwesten aan de mariene ecoregio Lord Howe-eiland en Norfolk (151).

## Geografie
De mariene ecoregio ligt in het zuidwesten van de Grote Oceaan voor de noordwestkust van Nieuw-Zeeland. Het gebied ligt ten noordwesten van het Noordereiland en strekt zich uit van de Noordkaap tot ten zuiden van Cape Maria van Diemen en omvat onder andere de wateren rond de Driekoningeneilanden. Het ligt in de Tasmanzee.
Door het gebied stroomt het Tasmaans Front.

## Biogeografie
Het gebied kent zeeleven dat houdt van gematigde temperaturen.